# Mark Dayton
Mark Dayton (Minneapolis, 1947. január 26. –) az Amerikai Egyesült Államok szenátora (Minnesota, 2001–2007).